# Toyota Championships 1982 - Doppio
Il doppio del torneo di tennis Toyota Championships 1982, facente parte del WTA Tour 1982, ha avuto come vincitrici Martina Navrátilová e Pam Shriver che hanno battuto in finale Candy Reynolds e Paula Smith col punteggio di 6-4, 7-5.

## Teste di serie
1. Rosie Casals /  Wendy Turnbull (semifinali)

1. Martina Navrátilová /  Pam Shriver (campionesse)

## Tabellone

### Legenda
| - Q = Qualificato - WC = Wild card - LL = Lucky loser | - ALT = Alternate - SE = Special Exempt - PR = Protected Ranking | - w/o = Walkover - r = Ritirato - d = Squalificato |

|  | Quarti di finale | Quarti di finale                 | Quarti di finale                 | Quarti di finale | Quarti di finale |  |  | Semifinali | Semifinali                       | Semifinali                       | Semifinali                      | Semifinali                      |   |   | Finale | Finale                     | Finale                     | Finale | Finale |  |
|  |                  |                                  |                                  |                  |                  |  |  |            |                                  |                                  |                                 |                                 |   |   |        |                            |                            |        |        |  |
|  |                  |                                  |                                  |                  |                  |  |  | 1          | Rosie Casals Wendy Turnbull      | 4                                | 6                               | 6                               |   |   |        |                            |                            |        |        |  |
|  |                  | Candy Reynolds Paula Smith       | Candy Reynolds Paula Smith       | 6                | 6                |  |  |            | Candy Reynolds Paula Smith       | 6                                | 4                               | 7                               |   |   |        |                            |                            |        |        |  |
|  |                  | Leslie Allen Mima Jaušovec       | Leslie Allen Mima Jaušovec       | 1                | 2                |  |  |            |                                  |                                  |                                 |                                 |   |   |        | Candy Reynolds Paula Smith | Candy Reynolds Paula Smith | 4      | 5      |  |
|  |                  | Barbara Potter Sharon Walsh-Pete | Barbara Potter Sharon Walsh-Pete | 6                | 6                |  |  |            |                                  | 2                                | Martina Navrátilová Pam Shriver | Martina Navrátilová Pam Shriver | 6 | 7 |        |                            |                            |        |        |  |
|  |                  | Joanne Russell Virginia Ruzici   | Joanne Russell Virginia Ruzici   | 3                | 0                |  |  |            | Barbara Potter Sharon Walsh-Pete | Barbara Potter Sharon Walsh-Pete | 2                               | 1                               |   |   |        |                            |                            |        |        |  |
|  |                  |                                  |                                  |                  |                  |  |  | 2          | Martina Navrátilová Pam Shriver  | Martina Navrátilová Pam Shriver  | 6                               | 6                               |   |   |        |                            |                            |        |        |  |